# Реубен Гебріел
Реубен Гебріел (англ. Reuben Gabriel, нар. 25 вересня 1990, Кадуна) — нігерійський футболіст, півзахисник бельгійського «Васланд-Беверен» та національної збірної Нігерії.
У складі збірної — володар Кубка африканських націй 2013 року. 

## Клубна кар'єра
У дорослому футболі дебютував 2007 року виступами за команду клубу «Кадуна Юнайтед», в якій провів два сезони. Згодом продовжував виступати на батьківщині, де з 2009 по 2013 рік грав у складі команд клубів «Еньїмба» та «Кано Пілларс».
Зацікавив представників тренерського штабу шотландського «Кілмарнока», до складу якого приєднався 2 квітня 2012 року на правах вільного агента, уклавши з клубом трирічний контракт. Втім заграти у Шотландії габаритному нігерійцю не вдалося і, провівши за «Кілмарнок» лише декілька офіційних матчів, у січні 2014 року він розірвав контракт із клубом за згодою сторін.  
Наприкінці січня 2014 року новим клубом Гебріеля став бельгійський «Васланд-Беверен».

## Виступи за збірну
2010 року дебютував в офіційних матчах у складі національної збірної Нігерії. Наразі провів у формі головної команди країни 10 матчів.
У складі збірної був учасником Кубка африканських націй 2013 року у ПАР, здобувши того року титул континентального чемпіона.

## Титули і досягнення
- Володар Кубка африканських націй (1): 2013